# Іст-Батлер (Пенсільванія)
Іст-Батлер (англ. East Butler) — місто (англ. borough) в США, в окрузі Батлер штату Пенсільванія. Населення — 764 особи (2020).

## Географія
Іст-Батлер розташований за координатами 40°52′44″ пн. ш. 79°50′50″ зх. д. / 40.87889° пн. ш. 79.84722° зх. д. (40.878838, -79.847256).  За даними Бюро перепису населення США в 2010 році місто мало площу 2,70 км², уся площа — суходіл.

## Демографія
Згідно з переписом 2010 року, у селищі мешкали 732 особи в 312 домогосподарствах у складі 207 родин. Густота населення становила 271 особа/км².  Було 328 помешкань (121/км²).
Расовий склад населення:
| - 97,0 % — білих - 0,4 % — чорних або афроамериканців - 0,3 % — вихідців з тихоокеанських островів |

До двох чи більше рас належало 1,6 %. Частка іспаномовних становила 1,0 % від усіх жителів.
За віковим діапазоном населення розподілялося таким чином: 23,1 % — особи молодші 18 років, 61,9 % — особи у віці 18—64 років, 15,0 % — особи у віці 65 років та старші. Медіана віку мешканця становила 41,2 року. На 100 осіб жіночої статі у селищі припадало 100,0 чоловіків;  на 100 жінок у віці від 18 років та старших — 94,1 чоловіків також старших 18 років.
Середній дохід на одне домашнє господарство  становив 48 734 долари США (медіана — 44 000), а середній дохід на одну сім'ю — 54 435 доларів (медіана — 50 000). За межею бідності перебувало 5,7 % осіб, у тому числі 5,5 % дітей у віці до 18 років та 0,0 % осіб у віці 65 років та старших.
Цивільне працевлаштоване населення становило 305 осіб. Основні галузі зайнятості: виробництво — 29,2 %, освіта, охорона здоров'я та соціальна допомога — 25,9 %, роздрібна торгівля — 13,1 %, транспорт — 5,9 %.